# Actinolema
Actinolema – rodzaj roślin z rodziny selerowatych (Apiaceae). Obejmuje dwa gatunki występujące we wschodniej części basenu Morza Śródziemnego i w południowo-zachodniej Azji – na obszarze od Turcji po Iran.

## Systematyka
Pozycja według APweb (aktualizowany system APG IV z 2016)
Przedstawiciel podrodziny Saniculoideae w obrębie rodziny selerowatych (Apiaceae) z rzędu selerowców (Apiales) reprezentującego dwuliścienne właściwe.
Wykaz gatunków
- Actinolema eryngioides Fenzl
- Actinolema macrolema Boiss.